# Romualdo Palacio González
Romualdo Palacio González, né à Malaga le 8 février 1827 et mort à Getafe le 7 septembre 1908, est un militaire et homme politique espagnol, gouverneur de Porto Rico en 1887 puis directeur général de la Garde civile en 1892.